# Villeneuve-de-la-Raho
Villeneuve-de-la-Raho (Vilanova de Raó) to miejscowość i gmina we Francji, w regionie Oksytania, w departamencie Pireneje Wschodnie.
Według danych na rok 1990 gminę zamieszkiwało 3189 osób, a gęstość zaludnienia wynosiła 279 osób/km² (wśród 1545 gmin Langwedocji-Roussillon Villeneuve-de-la-Raho plasuje się na 119. miejscu pod względem liczby ludności, natomiast pod względem powierzchni na miejscu 677.).

## Zabytki
Zabytki na terenie gminy posiadające status monument historique:
- kaplica świętych Juliana i Bazylissy (Chapelle Saint-Julien-et-Sainte-Basilisse de Villeneuve-de-la-Raho)

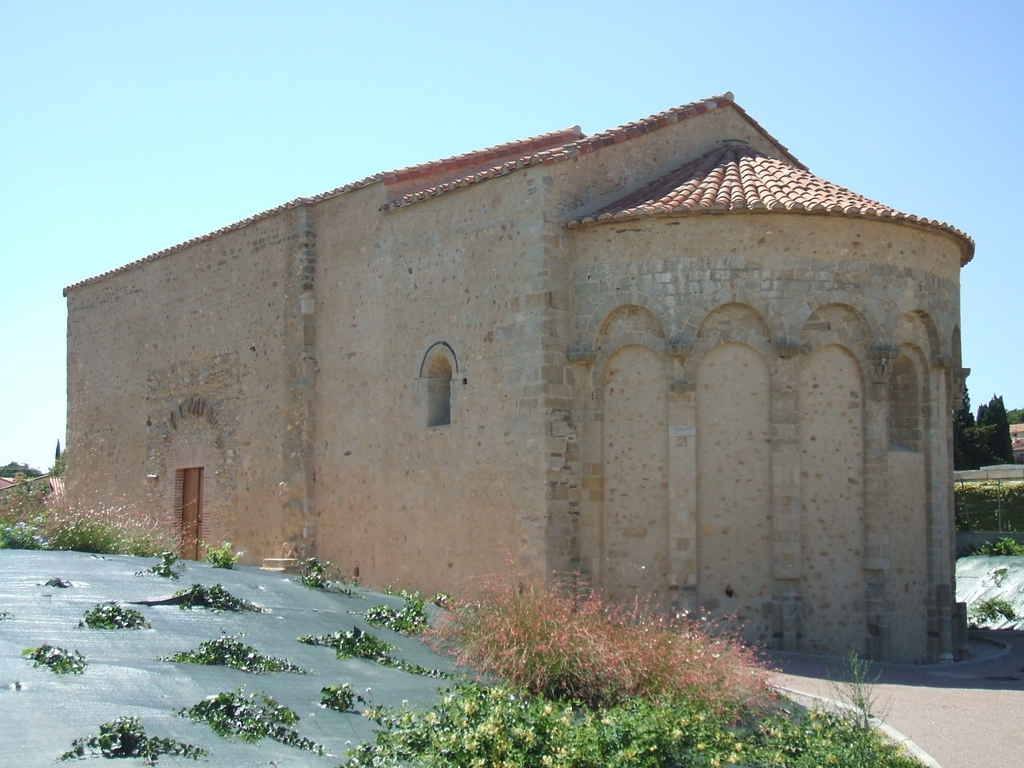
Kaplica świętych Juliana i Bazylissy (2008)

## Populacja

Populacja Villeneuve-de-la-Raho w latach 1962–2008